# Aloe pienaarii
Aloe pienaarii é uma espécie de liliopsida do gênero Aloe, pertencente à família Asphodelaceae.